# 近缘叶小檗
近缘叶小檗（学名：Berberis subholophylla）为小檗科小檗属的植物，为中国的特有植物。分布在中国大陆的云南等地，生长于海拔2,850米的地区，多生长于杂木林中，目前尚未由人工引种栽培。